# Forever Young (chanson de Bob Dylan)
Pour les articles homonymes, voir Forever Young.
Pistes de Planet Waves
Something There Is About You Dirge
Forever Young est une chanson de Bob Dylan parue en 1974 sur l'album Planet Waves, en deux parties consécutives : Forever Young et Forever Young (Continued).
Dylan l'a interprétée sur scène avec The Band lors du concert d'adieu The Last Waltz, en 1978.

## Reprises
Forever Young a été reprise par Joan Baez sur l'album From Every Stage (1976) et Patti LaBelle lors du Live Aid (1985), entre autres. 
À partir de 1987, Forever Young a été reprise par le Jerry García Band. 
En 1988, Rod Stewart publie une chanson intitulée Forever Young sur son album Out of Order. La mélodie et les paroles de cette chanson sont très similaires à celles de la chanson de Dylan. Menacé d'un procès, Stewart reconnaît avoir inconsciemment plagié Dylan et lui reverse une part des royalties liées à sa chanson.
Nana Mouskouri l'a reprise en 2018 sur l'album Forever Young.
Le groupe Pretenders en a fait une reprise en 1994 et sera utilisée comme générique de fin du film Sauvez Willy 2 sorti au cinéma un an après.
La chanteuse Audra Mae l'a reprise pour la série télévisée Sons of Anarchy et apparaît sur l'album Songs of Anarchy: Music from Sons of Anarchy Seasons 1–4, paru en 2011.
Meat Loaf l'a reprise en 2018 sur l'album Couldn't Have Said It Better,